# یک ضیافت مطبوع
یک ضیافت مطبوع (انگلیسی: A Warm Reception) یک فیلم کمدی صامت کوتاه آمریکایی است که در سال ۱۹۱۶ منتشر شد. از بازیگران این فیلم می‌توان به اولیور هاردی، کیت پرایس و فلورنس مک‌لاکلین اشاره کرد.